# Estimulació cerebral profunda
L'estimulació cerebral profunda (DBS) és un procediment neuroquirúrgic que implica la col·locació d'un dispositiu mèdic anomenat neuroestimulador, que envia impulsos elèctrics, a través d'elèctrodes implantats, a objectius específics del cervell (el nucli cerebral) per al tractament de trastorns del moviment, com ara el Parkinson, tremolors essencials, distonia, i altres afeccions com el trastorn obsessiu-compulsiu (TOC) i l'epilèpsia. Tot i que els seus principis i mecanismes subjacents no s'entenen completament, el DBS canvia directament l'activitat cerebral de manera controlada.
El DBS ha estat aprovat per la Food and Drug Administration com a tractament per al tremolor essencial i la malaltia de Parkinson (MP) des del 1997. El DBS va ser aprovat per a la distonia el 2003, el trastorn obsessiu-compulsiu (TOC) el 2009 i l'epilèpsia el 2018. La DBS s'ha estudiat en assaigs clínics com a tractament potencial per al dolor crònic per a diversos trastorns afectius, inclosa la depressió major. És un dels pocs procediments neuroquirúrgics que permeten estudis a cegues.

## Ús mèdic

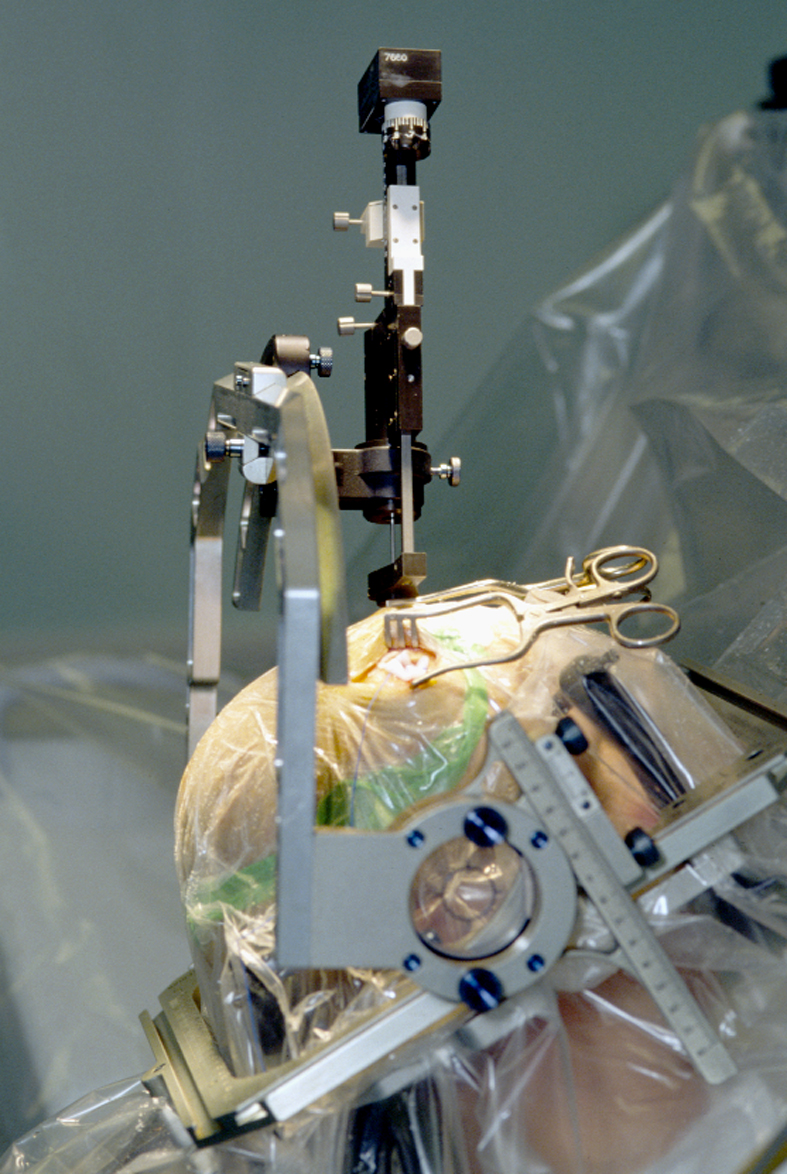
Inserció d'elèctrode durant la cirurgia mitjançant un marc estereotàctic

### Malaltia de Parkinson
La DBS s'utilitza per controlar alguns dels símptomes de la malaltia de Parkinson que no es poden controlar adequadament amb medicaments. La MP es tracta aplicant estimulació d'alta freqüència (> 100 Hz) amb tres objectius: el tàlem ventrolateral, el pal·lidum intern i el nucli subtalàmic (STN) per imitar els efectes clínics de la lesió. Es recomana per a persones amb EP amb fluctuacions motores i tremolors inadequadament controlats per la medicació, o per a aquells que són intolerants a la medicació, sempre que no tinguin problemes neuropsiquiàtrics greus. Quatre àrees del cervell s'han tractat amb estimuladors neuronals en la MP. Es tracta del globus pàl·lidus intern, el tàlem, el nucli subtalàmic i el nucli pedunculopontí. Tanmateix, la majoria de les cirurgies de DBS en la pràctica rutinària es dirigeixen al globus pàllidus internus o al nucli subtalàmic.
- La DBS del globus pàllidus internus redueix els moviments de sacsejades incontrolables anomenats discinesies. Això permet al pacient prendre les quantitats adequades de medicaments (especialment levodopa), millorant el control dels símptomes.
- La DBS del nucli subtalàmic redueix directament els símptomes del Parkinson. Això permet una disminució de la dosi de medicaments antiparkinsonians.
- DBS de la PPN pot ajudar amb la congelació de la manera de caminar, mentre que la DBS del tàlem pot ajudar amb el tremolor. Aquests objectius no s'utilitzen habitualment.

La selecció de l'objectiu DBS correcte és un procés complicat. S'utilitzen múltiples característiques clíniques per seleccionar l'objectiu, com ara identificar els símptomes més molests, la dosi de levodopa que està prenent el pacient, els efectes i efectes secundaris dels medicaments actuals i els problemes més habituals. Per exemple, la DBS del nucli subtalàmic pot empitjorar la depressió i, per tant, no es recomana en pacients amb depressió no controlada.
En general, la DBS s'associa amb una millora del 30-60% en les avaluacions de la puntuació motriu.

### Síndrome de Tourette
La DBS s'ha utilitzat experimentalment en el tractament d'adults amb síndrome de Tourette greu que no responen al tractament convencional. Malgrat els èxits inicials àmpliament divulgats, la DBS continua sent un procediment altament experimental per al tractament de la Tourette, i calen més estudis per determinar si els beneficis a llarg termini superen els riscos. El procediment és ben tolerat, però les complicacions inclouen "durada curta de la bateria, empitjorament brusc dels símptomes després de la cessació de l'estimulació, conversió hipomaníaca o maníaca i el temps i l'esforç significatius que implica l'optimització dels paràmetres d'estimulació".
El procediment és invasiu i costós, i requereix una atenció especialitzada a llarg termini. Els beneficis per a la Tourette greu no són concloents, tenint en compte els efectes menys robusts d'aquesta cirurgia observada als Països Baixos. La Tourette és més freqüent en les poblacions pediàtriques, tendeix a remetre a l'edat adulta, per la qual cosa, en general, aquest no seria un procediment recomanat per utilitzar-lo en nens. Com que el diagnòstic de Tourette es fa basant-se en una història de símptomes més que en l'anàlisi de l'activitat neurològica, és possible que no sempre estigui clar com aplicar DBS per a una persona en particular. A causa de la preocupació per l'ús de DBS en el tractament de la síndrome de Tourette, l' Associació Tourette d'Amèrica va convocar un grup d'experts per desenvolupar recomanacions que guiessin l'ús i els possibles assajos clínics de DBS per al ST.
Robertson va informar que el DBS s'havia utilitzat en 55 adults el 2011, continuava sent un tractament experimental en aquell moment i va recomanar que el procediment "només l'haurien de dur a terme neurocirurgians funcionals experimentats que operen en centres que també tenen una clínica dedicada a la síndrome de Tourette". Segons Malone et al. (2006), "Només s'han de tenir en compte els pacients amb malaltia greu, debilitant i refractària al tractament; mentre que s'han d'excloure aquells amb trastorns greus de la personalitat i problemes d'abús de substàncies". Du et al. (2010) diuen: "Com a teràpia invasiva, la DBS actualment només és recomanable per a adults amb TS greument afectats i refractaris al tractament". Singer (2011) diu que "a l'espera de determinar els criteris de selecció de pacients i el resultat d'assajos clínics controlats amb cura, es recomana un enfocament prudent". Viswanathan et al. (2012) diuen que la DBS s'hauria d'utilitzar per a persones amb "discapacitat funcional greu que no es pot gestionar mèdicament".

### Epilèpsia
Un 36,3% dels pacients amb epilèpsia són resistents als medicaments. Aquests pacients corren un risc de morbiditat i mortalitat importants. En els casos en què la cirurgia no és una opció, es pot considerar la neuroestimulació com la DBS, així com l'estimulació del nervi vag i la neuroestimulació sensible.[cal cita mèdica] S'han estudiat altres objectius del nucli anterior del tàlem per al tractament de l'epilèpsia, com ara el nucli centromedià del tàlem, el cerebel i altres.

## Efectes adversos

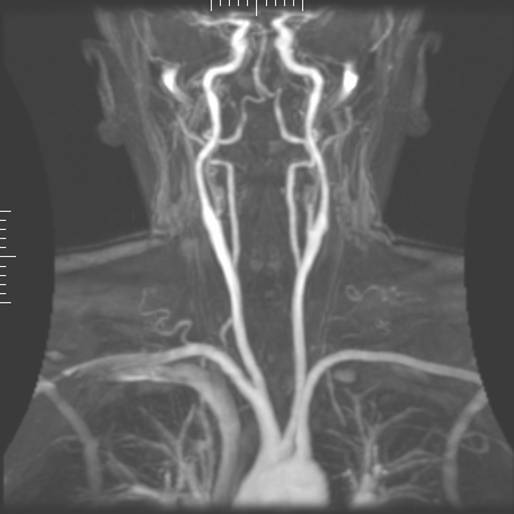
Arteriograma de la irrigació arterial que pot provocar una hemorràgia durant la implantació de DBS.

La DBS comporta els riscos de la cirurgia major, amb una taxa de complicacions relacionada amb l'experiència de l'equip quirúrgic. Les principals complicacions inclouen hemorràgia (1-2%) i infecció (3-5%).
Existeixen efectes secundaris neuropsiquiàtrics després de la DBS, incloent apatia, al·lucinacions, hipersexualitat, disfunció cognitiva, depressió i eufòria. No obstant això, aquests efectes poden ser temporals i estar relacionats amb (1) la col·locació correcta dels elèctrodes, (2) l'estimulació de bucle obert VS llaç tancat, és a dir, una estimulació constant o un sistema de lliurament de monitorització d'IA i (3) calibratge de l'estimulador, de manera que aquests efectes secundaris són potencialment reversibles.
Com que el cervell pot canviar lleugerament durant la cirurgia, els elèctrodes es poden desplaçar o desplaçar-se de la ubicació específica. Això pot causar complicacions més profundes, com ara canvis de personalitat, però la col·locació incorrecta dels elèctrodes és relativament fàcil d'identificar mitjançant la tomografia computada. A més, es poden produir complicacions de la cirurgia, com ara sagnat dins del cervell. Després de la cirurgia, la inflor del teixit cerebral, una lleu desorientació i la somnolència són normals. Després de 2-4 setmanes, s'utilitza una visita de seguiment per treure les sutures, encendre el neuroestimulador i programar-lo.
El deteriorament de les habilitats de natació van aparèixer com un risc inesperat del procediment; diversos pacients amb la malaltia de Parkinson van perdre la capacitat de nedar després de rebre una estimulació cerebral profunda.

## Mecanismes
El mecanisme d'acció exacte de la DBS no es coneix. Hi ha vàries hipòtesis que intenten explicar els mecanismes de la DBS:
1. Bloqueig de la despolarització: els corrents elèctrics bloquegen la sortida neuronal al lloc o prop de l'elèctrode.
2. Inhibició sinàptica: provoca una regulació indirecta de la sortida neuronal mitjançant l'activació dels terminals axons amb connexions sinàptiques a les neurones properes a l'elèctrode estimulador.
3. Dessincronització de l'activitat oscil·latòria anormal de les neurones
4. Activació antidròmica activant/bloquejant neurones distants o bloquejant axons lents[2]

La DBS representa un avanç respecte als tractaments anteriors que implicaven pal·lidotomia (és a dir, ablació quirúrgica del globus pàl·lid) o talamotomia (és a dir, ablació quirúrgica del tàlem). En canvi, s'implanta un cable prim amb múltiples elèctrodes al globus pàl·lidus, al nucli ventralis intermedius thalami o al nucli subtalàmic, i s'utilitzen polsos elèctrics de manera terapèutica. El cable de l'implant s'estén al neuroestimulador sota la pell a la zona del pit.
Actualment es debat el seu efecte directe sobre la fisiologia de les cèl·lules cerebrals i els neurotransmissors, però enviant impulsos elèctrics d'alta freqüència a zones específiques del cervell, pot mitigar els símptomes i disminuir directament els efectes secundaris induïts pels medicaments per a la PD permetent una disminució dels medicaments o fent que un règim de medicació sigui més tolerable.

## Components i col·locació
El sistema DBS consta de tres components: el generador de polsos implantat (IPG), el cable i una extensió. L'IPG és un neuroestimulador alimentat per bateries encastat en una carcassa de titani, que envia polsos elèctrics al cervell que interfereixen amb l'activitat neuronal al lloc objectiu. El cable és un cable enrotllat aïllat en poliuretà amb quatre elèctrodes de platí-iridi i es col·loca en un o dos nuclis diferents del cervell. El cable està connectat a l'IPG mitjançant una extensió, un cable aïllat que passa per sota de la pell, des del cap, cap avall pel costat del coll, darrere de l'orella, fins a l'IPG, que es col·loca per sota de la clavícula, o en alguns casos. casos, l'abdomen. L'IPG pot ser calibrat per un neuròleg, una infermera o un tècnic format per optimitzar la supressió dels símptomes i controlar els efectes secundaris.
Els cables DBS es col·loquen al cervell segons el tipus de símptomes a tractar. Per al tremolor essencial no parkinsonià, el plom es col·loca o bé al nucli ventrointermedi del tàlem o a la zona incerta ; per a la distonia i els símptomes associats a la MP (rigidesa, bradicinèsia / acinèsia i tremolor), el cable es pot col·locar al globus pàllidus internus o al nucli subtalàmic ; per TOC i depressió al nucli accumbens ; per al dolor incessant a la regió posterior del tàlem o la substància grisa periaqüeductal; i per al tractament de l'epilèpsia al nucli talàmic anterior .
Els tres components s'implanten quirúrgicament dins del cos. La implantació del plom pot tenir lloc sota anestèsia local o amb anestèsia general ("DBS adormida"), com per exemple per a la distonia. Un forat d'uns 14 mm de diàmetre es perfora al crani i l'elèctrode de la sonda s'insereix estereotàcticament, utilitzant estereotaxi basat en marc o sense marc. Durant el procediment despert amb anestèsia local, s'utilitza la retroalimentació de la persona per determinar la col·locació òptima de l'elèctrode permanent. Durant el procediment de son, s'utilitza la guia de ressonància magnètica intraoperatòria per a la visualització directa del teixit cerebral i del dispositiu. La instal·lació de l'IPG i els cables d'extensió es produeix sota anestèsia general. S'estimula el costat dret del cervell per abordar els símptomes del costat esquerre del cos i viceversa.

## Recerca

### Dolor crònic
L'estimulació de la substància grisa periaqüeductal i de la substància grisa periventricular per al dolor nociceptiu, i la càpsula interna, el nucli posterolateral ventral i el nucli posteromedial ventral per al dolor neuropàtic ha produït resultats impressionants amb algunes persones, però els resultats varien. Un estudi de 17 persones amb dolor de càncer intratable va trobar que 13 eren pràcticament indolors i només quatre requerien analgèsics opioides en sortir de l'hospital després de la intervenció. En última instància, la majoria va recórrer als opioides, generalment en les últimes setmanes de vida. DBS també s'ha aplicat per al dolor de l'extremitat fantasma.

### Depressió major i trastorn obsessiu-compulsiu

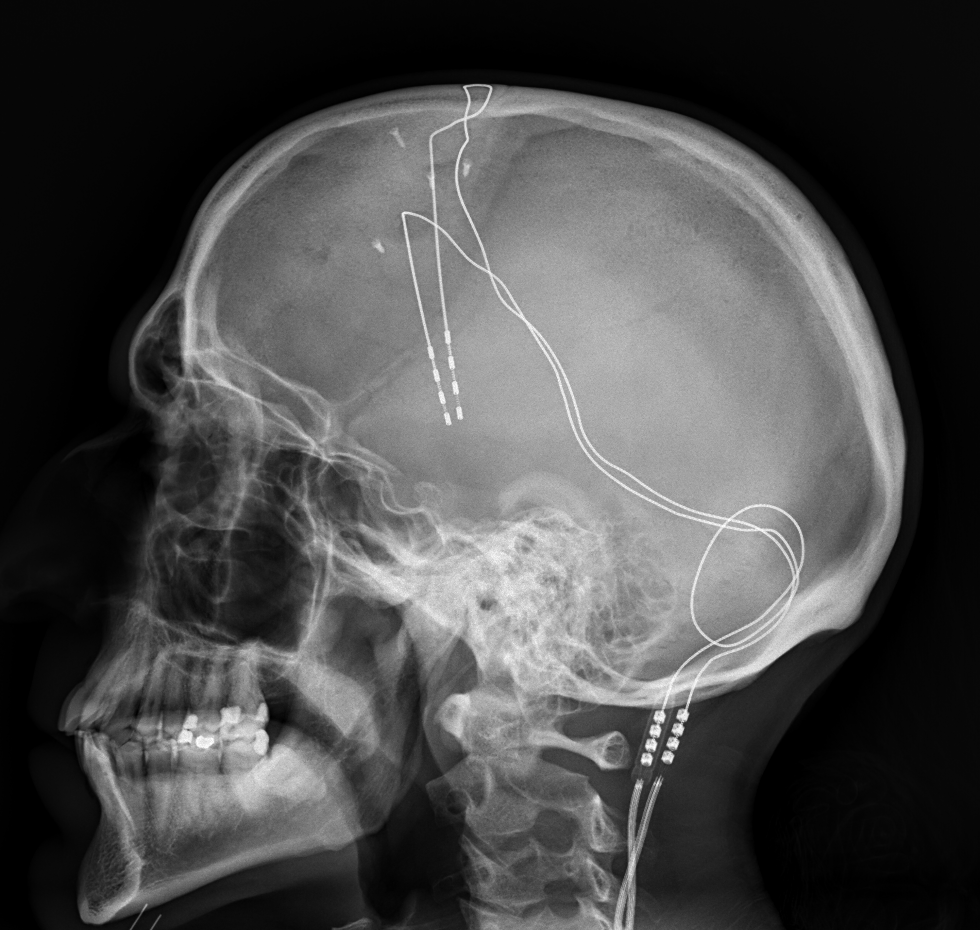
Radiografia lateral del cap: estimulació cerebral profunda en el trastorn obsessiu-compulsiu (TOC). Home de 42 anys, operat el 2013.

La DBS s'ha utilitzat en un nombre reduït d'assajos clínics per tractar persones amb depressió resistent al tractament (TRD) severa. S'han utilitzat una sèrie d'objectius neuroanatòmics per a DBS per TRD, incloent el gir cingulat subgenual, el gir posterior recte, nucli accumbens, càpsula ventral/estriat ventral, peduncle talàmic inferior i l'habènula lateral. Un objectiu proposat recentment de la intervenció de DBS en la depressió és la branca superolateral del paquet medial del prosencèfal; la seva estimulació condueix a efectes antidepressius sorprenentment ràpids.
Els nombres reduïts dels primers assaigs de DBS per TRD limiten actualment la selecció d'un objectiu neuroanatomic òptim. L'evidència és insuficient per donar suport a la DBS com a modalitat terapèutica per a la depressió; no obstant això, el procediment pot ser una modalitat de tractament eficaç en el futur. De fet, s'han documentat resultats beneficiosos a la literatura neuroquirúrgica, incloent alguns casos en què les persones que estaven profundament deprimides van rebre estimuladors portàtils per a l'autotractament.
Una revisió sistemàtica de DBS per TRD i TOC va identificar 23 casos, nou per TOC, set per TRD i un per a tots dos. "Al voltant de la meitat dels pacients van mostrar una millora espectacular" i els esdeveniments adversos van ser "generalment trivials" donada l'edat més jove de la població psiquiàtrica en relació amb l'edat de les persones amb trastorns del moviment. El primer estudi controlat i aleatoritzat de DBS per al tractament de TRD dirigit a la càpsula ventral/àrea de l'estriat ventral no va demostrar una diferència significativa en les taxes de resposta entre els grups actius i simulats al final d'un estudi de 16 setmanes. Tanmateix, un segon estudi controlat aleatoritzat de la DBS de la càpsula ventral per a TRD va demostrar una diferència significativa en les taxes de resposta entre la DBS activa (44% de resposta) i la DBS simulada (0% de resposta). S'ha establert l'eficàcia de la DBS per al TOC, amb una mitjana d'un 60% de resposta en pacients greument malalts i resistents al tractament. A partir d'aquests resultats, la Food and Drug Administration (FDA) ha aprovat DBS per a un TOC resistent al tractament amb una exempció de dispositiu humanitari (HDE), que requereix que el procediment es realitzi només en un hospital amb qualificacions especialitzades per fer-ho.
DBS per TRD pot ser tan eficaç com els antidepressius i pot tenir bones taxes de resposta i remissió, però els efectes adversos i la seguretat s'han d'avaluar més completament. Els efectes secundaris comuns inclouen "infecció de ferides, mal de cap perioperatori i empitjorament/humor irritable [i] augment del suïcidi".

### Objectiu de l'epilèpsia
Segons un estudi de seguiment a llarg termini, la DBS dirigida al nucli anterior del tàlem pot ser una mica més eficaç per a l'epilèpsia del lòbul temporal i l'eficàcia pot augmentar amb el temps.